# Черкезишвили, Иван Леванович
Иван Леванович Черкезишвили (груз. ივანე ლევანის ძე ჩერქეზიშვილი, 1884 — 22 июня 1938 года) — грузинский юрист и политик.

## Биография
Из дворян.
Член партии социалистов-революционеров с 1906 года.
26 мая 1918 года подписал Декларацию независимости Грузии. Член конституционной комиссии Грузии, входил в дипломатические делегации.
После советизации Грузии (1921) работал юрисконсультом Тбилисского научно-исследовательского института.
Арестован по обвинению в активной контрреволюционной деятельности. Расстрелян 22 июня 1938 года.
Реабилитирован определением Верховного Суда Грузинской ССР от 19 января 1956 года.